# 澳門大學伍宜孫圖書館
澳門大學伍宜孫圖書館（英語：University of Macau Wu Yee Sun Library）是位於澳門大學新校區校園內圖書館，該圖書館早在1981年東亞大學成立後同時建立，當時位於澳門大學舊校園的何賢中心，1999年搬遷至現時澳門旅遊大學氹仔校區展望樓全幢，隨着澳門大學落實正式遷往位於橫琴島的澳門大學新校區，該圖書館於2014年同時遷往新校區。圖書館現址樓高7層，面積共32,000平方米，藏書量達1,200萬冊/件，比舊的圖書館增加逾一倍。
圖書館現址位於澳門大學新校區中央，作為該校標誌性建築。現藏超過五百萬冊紙本藏書及電子資料，為澳門地區規模最大、館藏量最多的圖書館。

## 歷史沿革

### 澳門大學舊校區時期
1981年，澳門大學的前身東亞大學正式成立，該校為澳門第一間高等院校，圖書館由1985年起設於現時的何賢會議中心內的地庫一層和二層（現澳門城市大學圖書館和學生活動空間）。1999年，因應圖書館館藏量增加至14萬冊，該校圖書館利用三個月籌備利用兩周時間將舊館遷往位於舊校園東南側的新館，圖書館新大樓面積為15,000平方米，藏書60萬冊，部分藏書於1982年獲當時的澳門著名商人何賢作捐贈，有130排書架，總長約10公里
2013年6月20日，在高等教育輔助辦公室的倡議以及澳門圖書館暨資訊管理協會的協助下，澳門高校圖書館聯開正式成立，該校圖書館為聯盟成員之一。

### 搬遷工作
2013年，澳門大學全面啟動搬遷工作，其中圖書館於同年7月中旬起開始進行搬遷工作，是澳門有史以來最大規模的高校圖書館搬遷。工作分為兩階段進行，包括首階段將重要急需的書籍包括期刊和重要文獻，後階段將不急用的古藉及舊報紙搬遷，而相關搬遷工作由2010年起進行籌備。而新校區圖書館當時預計在2014年6月16日啟用。
為配合搬遷工作，澳大圖書館實施臨時開放安排，2014年6月1日至9日期間照常開放，到同年6月10日至15日起縮短開放時間，部分服務開始暫停。同年6月16日起正式閉館，借書服務亦於同日起暫停，期間擺放還書箱至同年7月31日。

### 澳門大學伍宜孫圖書館時期
2010年2月9日，澳門大學發展基金會獲伍宜孫慈善基金會有限公司捐款港幣1.5億。澳大為感謝伍宜孫慈善基金會對大學的捐贈，將澳門大學新校區的中央圖書館以著名商人伍宜孫博士之名命名。
2011年11月8日，圖書館大樓連同中央教學樓及校史展覽廳組成的標誌性建築物完成封頂。
2014年7月22日，原澳大圖書館正式遷入新校園內的圖書館大樓，並舉行簡單儀式慶祝搬遷成功。
2014年8月4日，位於澳門大學新校區內的圖書館正式對外開放。
2014年8月11日，位於圖書館地庫層的停車場正式對外開放，共提供320個輕型汽車泊位和230個電單車泊位予公眾使用。
2014年10月，圖書館安裝澳門首台的自助電子書借閱機。讀者可利用智能電話或平板電腦向借閱機下載所喜愛的電子書。借閱機設於圖書館的地面層。
2015年10月30日，澳門大學舉行澳門大學伍宜孫圖書館感謝匾揭幕儀式，以表揚捐贈人伍宜孫慈善基金會有限公司於2010年慷慨捐贈予澳門大學發展基金會，鼎力支持澳大發展。
2015年11月12日，澳門大學圖書館推出新網站取代舊有網站。
2017年1月，澳門大學圖書館與中國國家圖書館文獻提供中心簽署館際互借及文獻傳遞協議書，讓澳大師生可獲中國國家圖書館提供館際互借與文獻傳遞服務。是澳門地區第一所與其建立文獻提供服務協議的圖書館。
2017年6月，由澳門大學圖書館發起、香港中文大學圖書館及中山大學圖書館附議的「粵港澳高校圖書館聯盟」正式成立，三方希望匯集粵港澳精英大學圖書館、促進三地圖書館交流協作，推動資源共享共建，提供館際互借、文獻傳遞、出版物交換等服務，以助推動科研工作。
2018年8月28日，一套清朝同治、光緒年間金陵書局、浙江書局、湖北書局、江蘇書局和淮南書局的刻本二十四史正式收藏於澳門大學伍宜孫圖書館，是澳門、香港、新加坡和吉隆坡四地中僅有的一套足本。這部五省官書局刻本共計626冊，品相良好，裝幀完善，更重要是書中有書畫藝術家鄧芬的朱色鈐印6枚14處，以及珍貴墨跡23處26條，是首次以整套叢書的形式呈現給廣大社會的二十四史刻本，代表著清朝雕版印刷的最高水準，堪稱印刷史上前所未有之壯舉。
2018年9月，伍宜孫圖書館於二樓C區設“中國圖書對外推廣計畫＂——“上海之窗＂，展出約300種獲捐贈的圖書。
2019年9月25日，澳門大學伍宜孫圖書館加入美國國際圖書館電腦中心的聯盟編目計劃，成為澳門首間成為聯盟的圖書館，讓來自全球123個國家超過17,900個成員館讀者網上搜尋澳大的藏書庫。
2020年1月14日，澳大“澳門經濟數據庫”啟用，首階段已完成整理1979—1999年改革開放以來的經濟數據資料。第二階段亦正式開展，期望這些數據庫的資料能夠反映出澳門社會經濟在不同時間的歷史發展趨勢，項目獲得澳門大學伍宜孫圖書館提供技術協助。
2022年4月27日，澳門大學圖書館推出全澳首間360全境虛擬技術導覽的圖書館服務，利用高科技全方位記錄圖書館每一個角落，透過線上虛擬形式讓海內外人士參觀。該項目由澳大亞太經濟與管理研究所、圖書館與科技學院共同合作推出。項目由專業團隊利用航拍機及專業相機進行實境拍攝，再通過專業軟件對圖書館進行實境建模，並製作成360度環景立體空間，以實境的效果把圖書館外觀及內部的藏書空間、展覽空間及藏品呈現在讀者眼前。

## 建築特色
澳門大學伍宜孫圖書館作為澳門最大圖書館，由中國工程院院士、華南理工大學建築學院院長何鏡堂院士設計。
建築面積達32,000平方米，分為七層，中庭設計採用自然採光，二樓設有空中花園，以大量植物和花卉裝飾，為讀者營造舒適的閱讀氛圍。圖書館中央矗立一色彩繽紛的支柱，代表圖書館的多元文化。五樓的圓形空中展廳，與一樓方形自然採光的中庭大廳形成鮮明對比，展示中國傳統「天圓地方」的世界觀，也意味著圖書館擁有來自世界各地的全面和大量的館藏。截至2016年10月共有藏書800萬冊，其中紙本藏書有65萬冊。

## 樓層分佈
| 樓層          | A區                                       | B區                                                                  | C區                                                                              |
| ------------- | ----------------------------------------- | -------------------------------------------------------------------- | -------------------------------------------------------------------------------- |
| 地面層（G/F） | 演講廳、貴賓接待室、書目指導室、1號展覽廳 | 資訊服務台、資訊共享空間、開卷有益圖書、新書區                       | 出納台、參考咨詢台、報刊閱覽服務台、報刊閱覽區、學生教科書、圖書館、圖書館咖啡廊 |
| 一樓（1/F）   | 特藏閱覽室、參考書、會議室、自修室        | 古藉館、縮影資料室、參考咨詢室、澳門坊、閱覽區                       | 澳大專家文庫、學位論文、總類書藉、叢書區、特藏閱覽室、澳門過期期刊               |
| 二樓（2/F）   | 自修室、小組討論室、教育及藝術類書籍      | 小組討論室、多媒體區、多媒體服務台、空中花園、英語閱讀計劃、英語小說 | 小組討論室、自修室、語言文學類書籍                                               |
| 三樓（3/F）   | 小組討論室、科學及醫學類書籍、自修室      | 寧靜閱讀區、小組討論室                                               | 史地類書籍、小組討論室                                                           |
| 四樓（4/F）   | 工商管理類書藉、自修室、小組討論室        | 學習共享空間、自修室、小組討論室                                     | 法律及公共行政類書籍、小組討論室                                                 |
| 五樓（5/F）   | 新聞資料研究中心、新聞資料服務台          | 過期期刊區、二號展覽廳、小組討論室、圖書館資訊學書籍                 | 早期出版品                                                                       |
| 六樓（6/F）   | 職員辦公室 6001                           |                                                                      | 職員辦公室 6002                                                                  |

## 館內重要設施

### 圖書館咖啡廊
2013年，位於伍宜孫圖書館東側的咖啡廊投入營運，由佳景集團引入著名美式咖啡店品牌太平洋咖啡租賃該咖啡廊作營運。2021年10月29日，澳門大學設施拓展處與太平洋咖啡宣佈因合約期滿，宣佈於2021年11月6日正式結業。2023年6月19日，由萬豪軒餐飲集團旗下的「玫瑰園」西餐廳開業並取代。

### 葡文天地
葡文天地（葡萄牙語：Cantinho do Português）為澳大在圖書館開設專題知識空間，是由澳大圖書館與澳門大學人文學院葡文系合作，設在圖書館二樓，除提供有關葡萄牙文化的資訊外，還會定期組織講座和展覽活動；同時設有專用視聽室和研討室，致力為葡語學習、教學及研究提供一個共享空間，支持“培養中葡雙語人才聯盟”推進中葡雙語人才培養基地的構建工作，使得資源發揮更大效益。於2018年10月26日舉行啟用儀式。

### 澳門基金會文庫
澳門基金會文庫於2018年11月22日設立並舉行，揭幕暨贈書儀式，展出由澳門基金會出版及資助出版的圖書近850冊，內容豐富多樣且具代表性。自2018年11月22日至2019年11月21日期間在位於圖書館一樓期間展出，展出由澳門基金會出版及資助出版的圖書近850冊，該文庫有利完整保存澳門基金會的出版物及其相關資料，系統地反映各時期澳門經濟、社會和文化的全貌；亦可藉此為澳門研究提供一個交流平台，增強澳門文化學者之間的交流與合作。

### 展覽廳
分別位於伍宜孫圖書館地面層和五樓，其中位於地面層的1號展覽廳面積達430平方米，曾舉辦多個學術講座及展覽；五樓圓形展覽廳展示中國傳統“天圓地方”的世界觀，體現圖書館海納百川、包容並蓄的品格，但不對外開放。
一號展覽廳曾於2019年1月16日至22日舉行由澳門大學孔子學院與澳門東方書畫會合辦的“筆墨下的中葡文化視域交融＂書畫展；2019年11月18日至12月10日舉行由澳門大學澳門研究中心主辦的“蟲新出發：認識澳門甲蟲世界特展，被遺忘的一角”照片展。

### 澳門大學檔案館
澳門大學檔案館（英語：The University of Macau Archives）位於伍宜孫圖書館南翼副樓，上下兩層，共800平方米。館內設有密集檔案庫、加密庫房、閱覽區、消毒區、接待區和檔案整理工作區。整個檔案館根據各項有關規範和要求，實現恆溫、恆濕、保安、防災等措施。

### 澳門大學藝術博物館
藝術博物館（英語：Art Museum）位於圖書館C區一樓和二樓。館藏展暨教職員藝術作品展免費開放，時間為周一至周日10:00-19:00。於2023年5月16日開幕，並舉行首個館藏展至同年7月31日，展出包括晚清以來的30多件書法、繪畫、手稿、瓷器、家具作品，教職員藝術作品展展出26件油畫、國畫、書法、雕塑、素描、攝影、視像等藝術作品。

## 外部連結
- 澳門大學圖書館舊網站
- 澳門大學伍宜孫圖書館網站 （页面存档备份，存于）
- 澳門大學伍宜孫圖書館VR體驗 （页面存档备份，存于）